# تايجر فلورز
تايجر فلورز (بالإنجليزية: Tiger Flowers)‏ مواليد 05 أغسطس 1895 في كاميلا - الوفاة 16 نوفمبر 1927 في نيويورك، كان ملاكم أمريكي سابق صنّف ضمن فئة الوزن المتوسط. دخل قاعة مشاهير الملاكمة الدولية.

## إحصائيات
خاض خلال مسيرته 161 نزالا، فاز في 136 وتعادل في 8 وخسر في 15. فاز بالضربة القاضية في 56 نزالا.

## روابط خارجية
- تايجر فلورز على موقع بوكس ريك (الإنجليزية) (registration required)